# Anyphaenoides placens
Espèce
Synonymes
- Clubiona placens O. Pickard-Cambridge, 1896
- Teudis lectus Chickering, 1940
- Anyphaenoides lecta Brescovit, 1992

Anyphaenoides placens est une espèce d'araignées aranéomorphes de la famille des Anyphaenidae.

## Distribution
Cette espèce se rencontre au Panama et au Venezuela.

## Publication originale
- O. Pickard-Cambridge, 1896 : Arachnida. Araneida. Biologia Centrali-Americana, Zoology. London, vol. 1, p. 161-224 (texte intégral).